# Giscaro
Giscaro – miejscowość i gmina we Francji, w regionie Oksytania, w departamencie Gers.
Według danych na rok 1990 gminę zamieszkiwało 78 osób, a gęstość zaludnienia wynosiła 14 osób/km² (wśród 3020 gmin regionu Midi-Pyrénées Giscaro plasuje się na 985. miejscu pod względem liczby ludności, natomiast pod względem powierzchni na miejscu 1444.).